# Wanda Rutkiewicz
Wanda Rutkiewicz (n. 4 februarie 1943 – d. 13 mai 1992) a fost o alpinistă poloneză. Ea a fost prima femeie care a escaladat cu succes vârful K2 din Himalaia.

## Viața timpurie
Rutkiewicz s-a născut în Plungė, Lituania. După Al Doilea Război Mondial, familia ei a ales să plece spre Polonia, stabilindu-se în Wrocław în teritoriile recuperate din sud-vestul Poloniei, unde a absolvit Universitatea de Tehnologie din Wroclaw ca inginer electric.
A început alpinismul în rocile din apropiere de Janowice Wielkie (Muntele Sokol (în poloneză Góry Sokole).
La 16 octombrie 1978, ea a devenit a treia femeie, prima poloneză și prima femeie din Europa care a reușit să urce Muntele Everest. În 1986, ea a devenit prima femeie care a reușit să urce si să coboare cu succes K2, fără oxigen suplimentar, ca parte dintr-o mică expediție condusă de Lilliane și Maurice Barrard. Triumful ei a fost umbrit atunci când ambii Barrard au murit la coborâre, fiind doi dintre cei treisprezece alpiniști care au murit pe K2 în vara aceea.

## Moartea

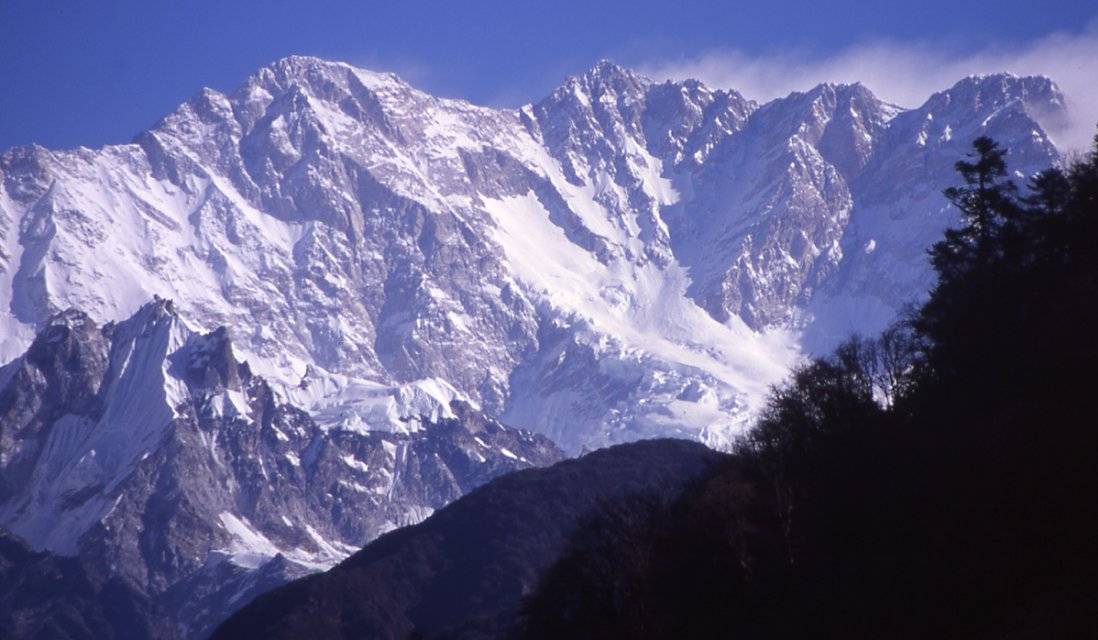
Kangchenjunga - fața sudică, dinspre Nepal

Scopul Wandei Rutkiewicz a fost pe cale de a deveni prima femeie care ar fi atins 14 dintre vârfurile de peste 8.000 de metri ale lumii. În timpul vieții ei a atins cu succes următoarele vârfuri:
- 1978 - Mount Everest
- 1985 - Nanga Parbat
- 1986 - K2
- 1987 - Shisha Pangma
- 1989 - Gasherbrum II
- 1990 - Gasherbrum I
- 1991 - Cho Oyu
- 1991 - Annapurna I
- 1992 - Kangchenjunga (imprecis)

La vârsta de 49 ani, în timp ce urca Kangchenjunga, Rutkiewicz a fost văzută ultima oară în viață de către alpinistul mexican Carlos Carsolio. Ea se adăpostea la o altitudine mare pe fața de nord-vest, în timpul încercării de ascensiune a ceea ce ar fi fost cel de-al noulea vârf mai mare de 8.000 metri. În acel moment Rutkiewicz a fost slăbită fizic și nu a fost în măsură să ia o decizie rațională, care i-ar fi putut salva viața. Carsolio a spus că el nu avea îndeajunsă forța mentală pentru a o convinge să coboare pentru că și el a fost slăbit.
În 1995, pe fața de sud-vest a muntelui, a fost gasit un corp presupus a fi al ei, de către Fausto de Stefani, Marco Galezzi și Silvio Mondinelli, sugerând că ea a urcat la nord -vest creasta la un punct foarte aproape de vârf înainte de a cădea în partea de sud-vest. Cu toate acestea, o analiză mai detaliată a constatărilor de alpiniști italieni, cum ar fi culoarea de îmbrăcăminte și prezența de tablete bulgare făcute cu corpul, indică faptul că cel mai probabil, a fost corpul de alpinist bulgar Yordanka Dimitrova, care a fost ucis de către o avalanșă pe fata de sud-vest a vârfului Kangchenjunga în octombrie 1994. Nu se știe dacă Wanda Rutkiewicz a atins vârful Kangchenjunga. În cazul în care ea ar fi făcut acest lucru, ar fi fost prima femeie care ar fi atins vârful a trei dintre cei mai înalți munți din lume.

## Recunoaștere
La expoziția creată cu ocazia împlinirii a 100 de ani de la recâștigarea Independenței Poloniei și a Anului Drepturilor Femeii, precum și a Marii Uniri a României, Institutul Polonez din București a publicat povestea a 34 de femei remarcabile din cele două țări, iar în 2020, tot la inițiativa Institutului Polonez din București, au fost prezentate o serie de filme de animație despre aceste poloneze și românce.